# 7я.ру
7я.ру — интернет-портал, посвящённый вопросам семьи. Лауреат Премии Рунета 2005 года.
Преимущественную часть аудитории сайта составляют женщины, имеющие детей, и будущие мамы. Тематика сайта — семья, беременность, воспитание детей, образование, карьера, красота и здоровье, дом, путешествия, досуг и хобби. Содержимое сайта: новости, статьи, пользовательские конференции, блоги, фотоальбомы, тематические рейтинги, конкурсы, тематические справочники.

## Награды
1. Ноябрь 2011. Номинант Премии Рунета 2011 в номинации «Здоровье и отдых».
2. Ноябрь 2010. Номинант Премии Рунета 2010 в номинации «Здоровье и отдых».
3. Сентябрь 2010. Лучший Интернет-проект по версии читателей журнала «Формула Рукоделия».
4. Ноябрь 2009. Номинант Премии Рунета 2009 в номинации «Здоровье и отдых».
5. Сентябрь 2009. Лучший Интернет-проект по версии читателей журнала «Формула Рукоделия».
6. Ноябрь 2007. Номинант Премии Рунета 2007 в номинации «Культура и массовые коммуникации».
7. Ноябрь 2006. Номинант Премии Рунета 2006 в номинации «Культура и массовые коммуникации».
8. Октябрь 2006. Дипломант Фестиваля «Новая реальность-2006» от Центрального Федерального округа России в номинации «Общество».
9. Ноябрь 2005. Лауреат Премии Рунета 2005 в номинации «Здоровье и отдых».
10. Сентябрь 2005. Номинант Премии «Интернить’2005», номинация «Профессиональное сообщество».
11. Май 2003. Победитель Открытого Всероссийского Интернет-Конкурса «Золотой сайт-2002» по Центральному региону в номинации «Веб-сервисы, информационные ресурсы».
12. Апрель 2003. Номинант Национальной Интернет-Премии, номинация «Сетевые сервисы».
13. Март 2002. Лауреат Национальной Интернет-Премии, номинация «Здоровье».
14. Март 2002.Победитель конкурса «Золотой сайт’2001».
15. Февраль 2002. Победитель Всероссийского Интернет-конкурса «Золотой сайт-2001» в номинации «Справочно-информационный сайт».
16. Февраль 2001. Номинант Национальной Интернет-Премии, номинация «Здоровье».
17. Ноябрь 1999. 3-е место в номинации «СМИ», «Бизнес-сайт’99».
18. Сентябрь 1999. Самый полезный сайт, Интернет-фестиваль’99[1]